# Hipomnezija
Hipomnezija označava smanjenu sposobnost pamćenja. Ona se može javiti u sklopu organskih oštećenja središnjeg živčanog sustava, i tada se javlja uz druge simptome (hipoviligna pažnja, poremećena orijentacija, promjena psihološkog profila osobe). Ako je hipomnezija selektivna, tj. ako se radi o oslabljenoj mogućnosti sjećanja na neke objekte, sadržaje, osobe, onda je taj poremećaj vjerojatno psihogeno uvjetovan.